# Malpas (Kornwalia)
Malpas – wieś w Anglii, w Kornwalii. Leży 39 km na wschód od miasta Penzance i 372 km na zachód od Londynu.